# Erythropodium caribaeorum
Erythropodium caribaeorum is een zachte koraalsoort uit de familie Anthothelidae. De koraalsoort komt uit het geslacht Erythropodium. Erythropodium caribaeorum werd in 1860 voor het eerst wetenschappelijk beschreven door Duchassaing & Michelotti. 